# Nachtjagdgeschwader 5
Nachtjagdgeschwader 5 (dobesedno slovensko: Nočni-lovski polk 5; kratica NJG 5) je bil nočno-lovski letalski polk (Geschwader) v sestavi nemške Luftwaffe med drugo svetovno vojno.

## Organizacija
- štab
- I. skupina
- II. skupina
- III. skupina
- IV. skupina

## Vodstvo polka
Poveljniki polka (Geschwaderkommodore)
- Major (Major) Fritz Schaffer: 30. september 1942
- Polkovnik (Oberst) Günther Radusch: 2. avgust 1943
- Major Egmont zu Lippe-Weissenfels: 20. februar 1944
- Podpolkovnik (Oberstleutnant) Walter Borchers: 15. marec 1944
- Major Rudolf Schoenert: 6. marec 1945